# Jassin
Jassin o Jassini és un llogaret del districte de Mayomboni a Tanzània. Es troba prop de la frontera amb Kenya, a uns cinquanta quilòmetres al nord de Tanga, la capital. Està envoltada per una àrea pantanosa. A la darreria del segle xx tenia uns tres-cents habitants i no era accessible per vehicles motoritzats.

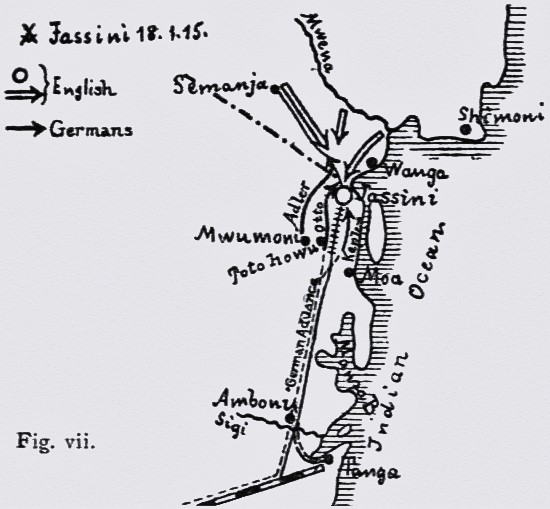
Mapa de la batalla de Jassin, amb Tanga a l'extrem inferior i Kenya al superior

La Companyia Alemanya de l'Àfrica Oriental hi va crear plantacions de sisal. Era un llogaret costaner fortificat, conegut per la batalla de Jassin a principi de la Primera Guerra Mundial del 15 gener de 1915, que va acabar amb una victòria Imperi alemany. Va tenir certa importància després de la guerra, sota govern britànic, per les plantacions de sisal. És un llogaret més o menys autàrquic on els habitants conreen blat de moro, cassava, plàtans i canya de sucre en horts familiars. No roman gaire de les plantacions colonials.